# Indépendance énergétique
 (18 juin 2016).

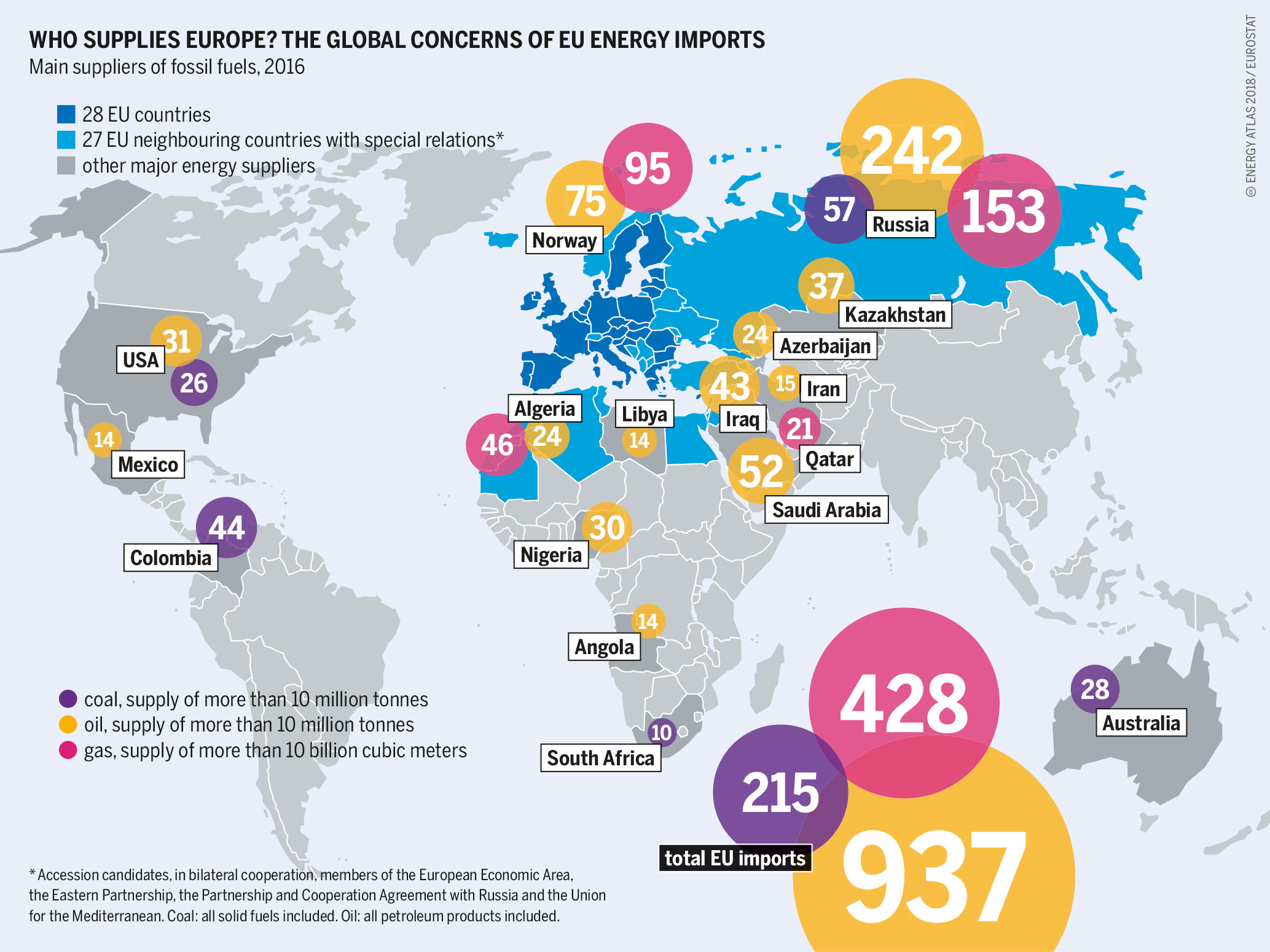
Exportation d'énergie vers l'Europe en 2016.

L’indépendance énergétique est la capacité d’un pays à satisfaire de manière « autonome » ses besoins énergétiques.
En France, le taux d'indépendance énergétique est le résultat du rapport entre la production nationale d'énergies primaires (charbon, pétrole, gaz naturel, nucléaire, hydraulique, énergies renouvelables) et la consommation en énergie primaire, une année donnée, selon l'Insee. L’électricité nucléaire est considérée comme « primaire » par convention, contrairement à l’électricité produite dans des centrales thermiques.
Le postulat de classer l'électricité nucléaire comme énergie primaire en lieu et place de l'uranium permet de référencer l'électricité produite par le nucléaire dans la catégorie « indépendance énergétique » car, bien que tout le combustible soit importé, l'état des stocks correspond à des dizaines d'années de consommation française.
Source d'importations importantes, de risques régionaux ou planétaires et d'émission de gaz à effet de serre, l'énergie est un enjeu politique, stratégique et économique important pour les gouvernements.
La France est nettement importatrice de combustibles fossiles, comme le gaz naturel, le pétrole et le charbon, et de matière fissile (le minerai d'uranium).

## Description
On peut calculer le taux d'indépendance énergétique de différentes façons :  
- en faisant le rapport entre l'énergie consommée qui provient d'une source produite ou captée dans le pays concerné (pétrole, gaz, charbon, uranium, vent, soleil, biomasse, eau, etc.) et la totalité de l'énergie consommée ;
- en faisant le rapport entre l'énergie primaire produite par un pays et l'énergie consommée dans le pays. On utilise aussi le rapport entre l'énergie primaire produite par un pays et par les entreprises contrôlées par ce pays, et l'énergie consommée dans le pays.

Ce taux peut se calculer pour chacun des grands types d'énergies ou globalement toutes énergies confondues. Le mode de calcul officiel permet parfois d'afficher un taux supérieur à 100 % (cas de l'électricité) traduisant un excédent de la production nationale par rapport à la demande intérieure et donc un solde exportateur.
Cela implique par exemple que le cas de l'électricité en France, on considère l'énergie primaire produite à partir de l'uranium fourni par Areva (devenue Orano) comme venant de France et non du Niger ou du Kazakhstan. En 2012, le pays a, en effet, accumulé un stock de matière fissile utilisable, supérieur à celui de ses réserves minières au début du programme nucléaire, soit l'équivalent de 25 ans de réserves fissiles sur son territoire, pour son parc de réacteurs actuel.
Le mode de calcul de l'indépendance énergétique est contesté et des propositions alternatives sont faites. Si l’on considérait comme énergie primaire le combustible nucléaire plutôt que la chaleur issue de sa réaction, la France n'atteindrait au maximum que 12 % de taux d’indépendance énergétique.

## Données

### Taux d'indépendance énergétique de la France
Le ministère de la Transition écologique évalue le taux d’indépendance énergétique de la France à 55,3 % en 2020 et à 53,4 % à l’été 2021. Son mode de calcul reprend celui de l'Agence internationale de l'énergie et d'Eurostat et y inclut le nucléaire, en raison de la diversification de la provenance de l'uranium, de la maîtrise des techniques d'enrichissement et de stocks français équivalents à deux années de fonctionnement.
| en Mtep                                      | 1973   | 1990   | 2002   | 2008   | 2009   | 2010   |
| -------------------------------------------- | ------ | ------ | ------ | ------ | ------ | ------ |
| Taux d'indépendance énergétique              | 23,9 % | 49,5 % | 50,8 % | 50,9 % | 50,3 % | 51,2 % |
| Total de la production d'énergie primaire    | 43,5   | 111,2  | 135,4  | 138,4  | 131,2  | 138,6  |
| Électricité primaire                         | 8      | 86,8   | 119,6  | 120,9  | 112,8  | 118,4  |
| dont nucléaire                               | 3,8    | 81,7   | 113,8  | 114,5  | 106,8  | 111,7  |
| dont hydraulique, éolien, photovoltaïque     | 4,1    | 5      | 5,7    | 6,4    | 6,1    | 6,7    |
| Énergies renouvelables thermiques et déchets | 9,8    | 10,7   | 10,9   | 14,8   | 15,9   | 17,6   |
| Pétrole                                      | 2,2    | 3,5    | 2,3    | 1,8    | 1,6    | 1,8    |
| Gaz naturel                                  | 6,3    | 2,5    | 1,4    | 0,8    | 0,8    | 0,6    |
| Charbon                                      | 17,3   | 7,7    | 1,2    | 0,1    | 0,1    | 0,1    |
| Consommation d'énergie primaire              | 182,4  | 224,6  | 266,6  | 271,7  | 260,5  | 270,4  |

Pour accroître son indépendance énergétique, la France devrait économiser l'énergie utilisée en fabriquant des équipements moins consommateurs d'énergie importée (véhicules à moteurs réduits ou hybrides...) et en encourageant les consommateurs à utiliser plus d'énergie nucléaire.